# Nemesia
Nemesia este un gen de plante din familia Scrophulariaceae.

## Specii
Cuprinde  circa 52 specii.